# 沙溪兴教寺
沙溪兴教寺，是位于云南省大理白族自治州剑川县的一座佛教建筑。第六批全国重点文物保护单位。

## 简介
该寺建于明永乐十三年（1415年），现存两座大殿（大雄宝殿、天王殿），内有明朝佛教壁画、师范所题刻的杨升庵、李元阳咏海棠诗匾。建筑风格为明朝白族，具有很强的历史研究价值。其中大殿古壁画《南无降魔释迦如来会》中的释迦牟尼像呈女性化，世所罕有，独具民族特色。

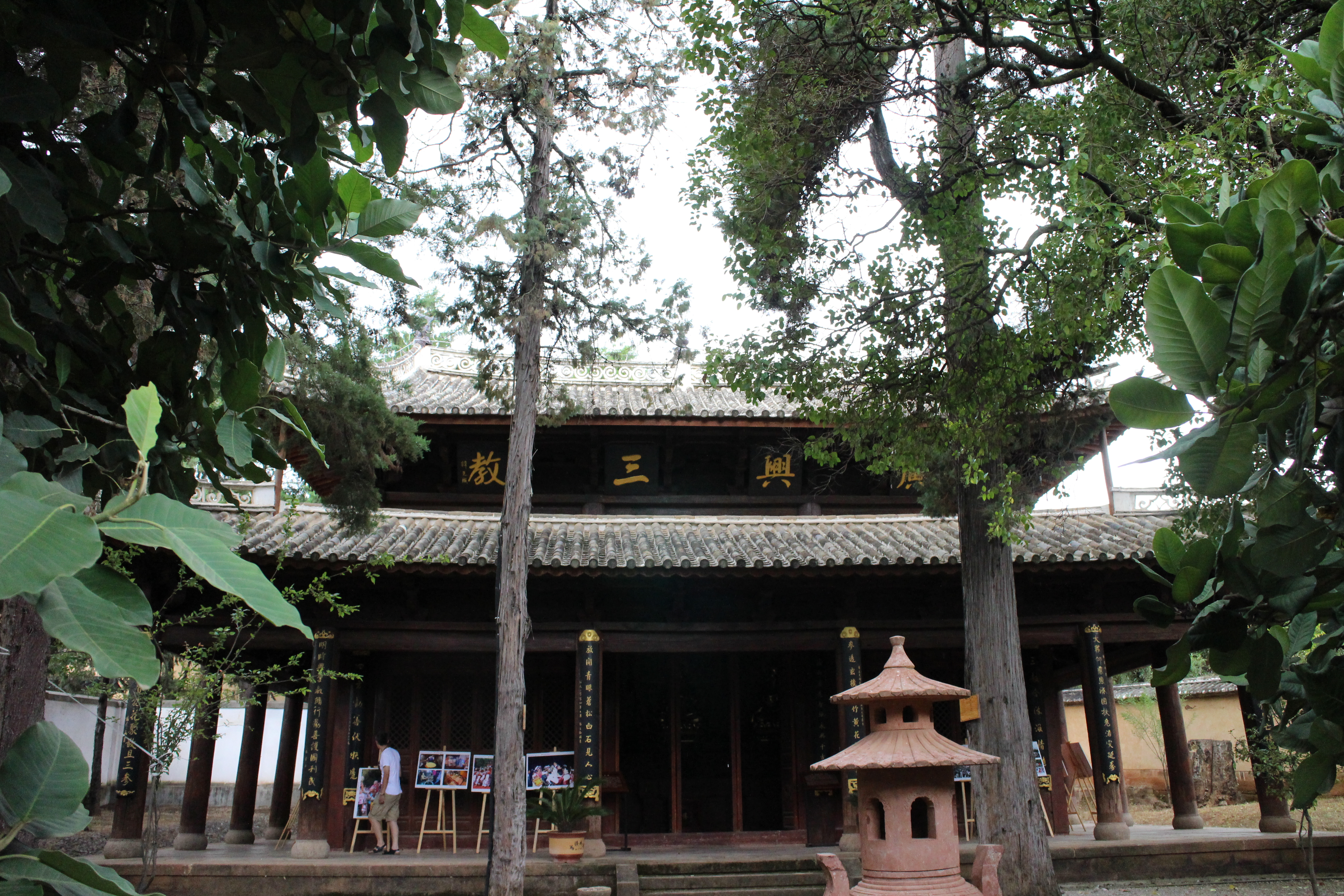
天王殿
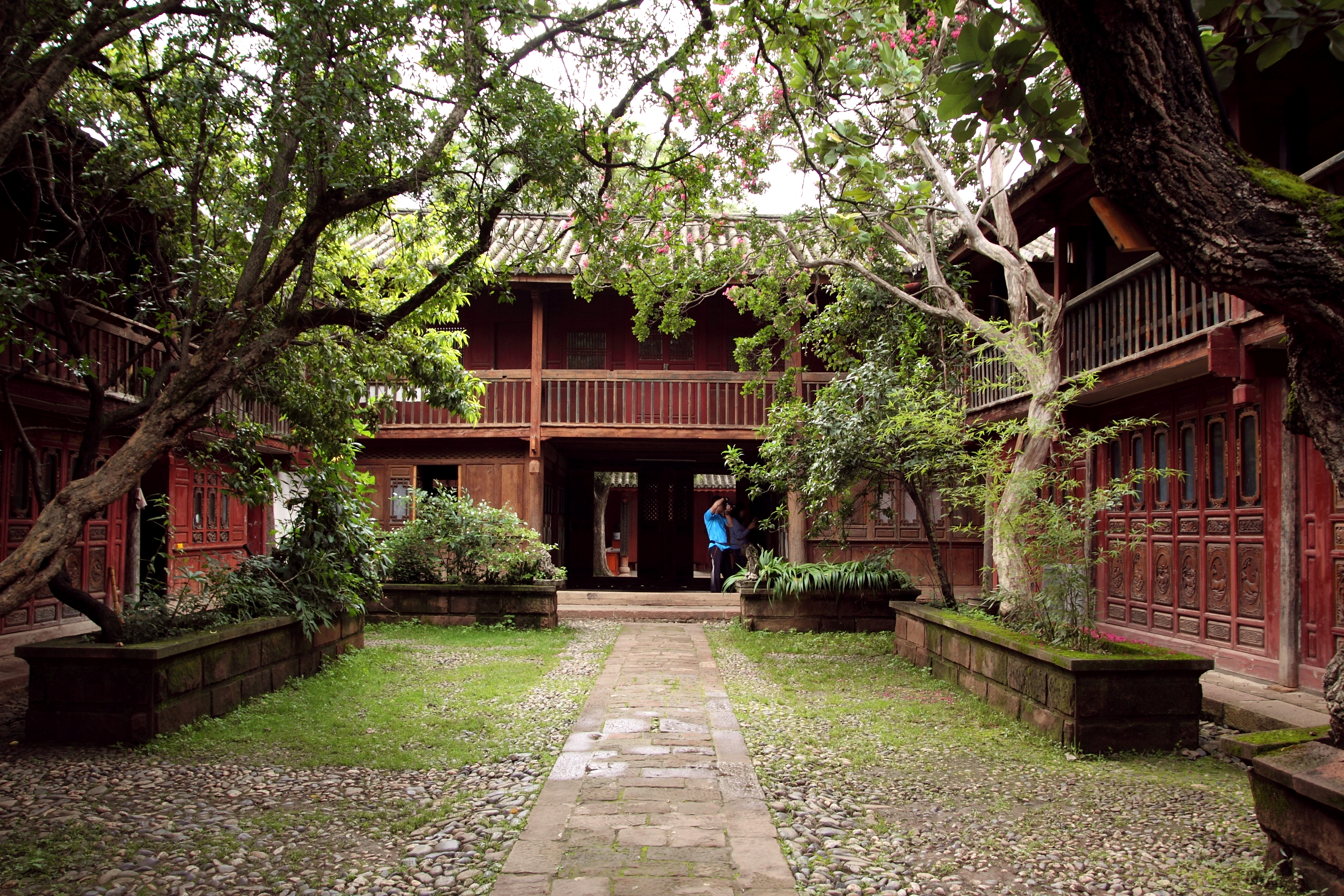
庭院
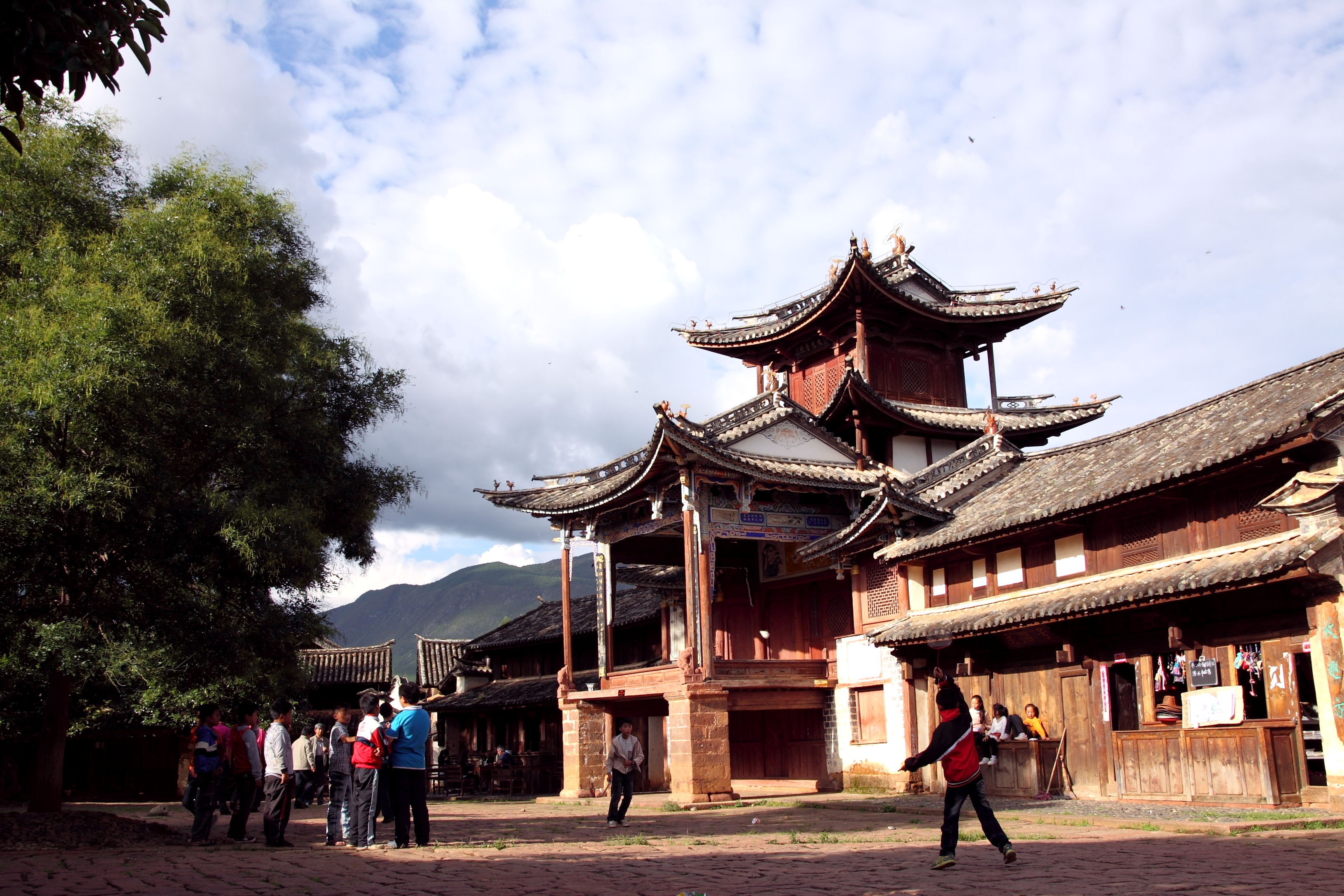
山门对面的寺登街古戏台